# Edgeworth-Theorem
Das Edgeworth-Theorem (Edgeworth-Kontraktion) ist ein Theorem von Francis Ysidro Edgeworth, welches das Spektrum möglicher, aus freiem Tausch entstehender, Allokationen beschreibt. Die Determiniertheit des Ergebnisses ist dem Theorem nach abhängig von der Menge der im Markt agierenden Individuen. Mit steigender Anzahl der Marktteilnehmer konvergieren die möglichen Ergebnisse gegen eine bestimmte Allokation.

## Das Theorem
„Contract without competition is indeterminate, contract with perfect competition is perfectly determinate, contract with more or less perfect competition is less or more indeterminate.“

„Der Tausch ohne Wettbewerb ist unbestimmt, der Tausch im vollkommenen Wettbewerb ist exakt bestimmt und der Tausch im mehr oder weniger vollkommenen Wettbewerb ist mehr oder weniger unbestimmt.“

## Ursprung des Theorems
Francis Ysidro Edgeworth hat das später nach ihm benannte Theorem in seinem Buch „Mathematical Psychis“ aus dem Jahr 1881 beschrieben. Den Impuls dafür erhielt er aus dem Buch von William Stanley Jevons „Theory of Political Economy“ sowie einer anonymen Kritik desselben im „Saturday Review“ (1872). In „Theory of Political Economy“ beschäftigte sich Jevon mit der Verwendung grundlegender Mathematik und Psychologie, um den Austausch von Gütern in vollkommenen Märkten zu analysieren. Hierbei bezog er sich auf die Annahme der handelnden Individuen als Preisnehmer und vernachlässigte die Anzahl der Akteure am Markt. Dies war die Lücke in Jevons Analyse, die Edgeworth zu füllen gedachte. Er setzte sich zum Ziel, explizit die Anzahl der Marktteilnehmer in die Gleichgewichtsanalyse von Märkten einzubinden. Er schaffte es zu zeigen, inwiefern Wettbewerb bzw. die Anzahl der Marktteilnehmer durch Tauschprozesse zu einer Tauschallokation führt, die identisch zur Allokation des Marktgleichgewichts mit preisnehmenden Individuen ist.

## Theoretische Grundzüge
Mit Hilfe der Edgeworth-Box analysiert Edgeworth das Tauschverhalten der Marktteilnehmer und die daraus resultierenden Allokationen. Edgeworth setzt keinen vollkommener Markt voraus. Jedoch nimmt er an, dass Transaktionskosten vernachlässigt werden können und der Tausch im Rahmen normaler Wettbewerbsbedingungen stattfindet. Er fand heraus, dass bei geringer Anzahl von Marktteilnehmern ein Spektrum an möglichen Tauschergebnissen entsteht und die Allokation somit unbestimmt wäre. Eine Erhöhung der teilnehmenden Individuen, reduziert das Spektrum aufgrund des inneren Wettbewerbs solange, bis sich das Ergebnis bei ausreichend großer Marktteilnehmerzahl auf eine bestimmte Allokation einstellt. Diese Allokation ist vergleichbar mit der Gleichgewichtsallokation am Markt unter der Annahme preisnehmender Marktteilnehmer. Bei mehreren im Markt agierenden Individuen können diese Absprachen treffen, um ihre Verhandlungspositionen zu stärken und somit ihren individuellen Nutzen zu steigern. Im Verlauf der Verhandlung können die so gebildeten Koalitionen aber ebenso von Außenstehenden wieder zerschlagen werden, indem sie mindestens einen der Koalitionspartner mit besseren Konditionen anziehen.

Grafik 1: Edgeworth-Box
U_{i}: Indifferenzkurven (Nutzenniveaus)
Punkt (x^{A}_{1},x^{A}_{2}),(x^{B}_{1},x^{B}_{2}): Anfangsausstattung

### Das Edgeworth-Diagramm
Das Edgeworth-Diagramm dient der Analyse des Tausches zweier Güter zwischen zwei Individuen (A,B). Es erlaubt, die jeweiligen Ausstattungen {\displaystyle x^{A}=(x_{1}^{A},x_{2}^{A})} und {\displaystyle x^{B}=(x_{1}^{B},x_{2}^{B})} und Präferenzen in Form von Indifferenzkurven UA UB in einem Diagramm, bestehend aus zwei spiegelverkehrt zusammengesetzten Mengen-Mengen-Diagrammen, darzustellen. Daher auch der Name „Edgeworth-Box“. Während die Breite der Box die Gesamtmenge des Gutes {\displaystyle x_{1}=(x_{1}^{A}+x_{1}^{B})} misst, stellt die Höhe die Gesamtmenge des Gutes {\displaystyle x_{2}=(x_{2}^{A}+x_{2}^{B})} dar. Die Konsummöglichkeiten des Individuums A werden von unten links gemessen und die Konsummöglichkeiten des Individuums B von rechts oben. Nun stellt jeder Punkt im inneren der Edgeworth-Box eine mögliche Ausstattung der jeweiligen Individuen dar (Grafik 1).

Grafik 2: Tausch zweier Individuen
U_{i}: Indifferenzkurven (Nutzenniveaus)
Kontraktkurve

### Tausch zweier Individuen
Mit der Edgeworth-Box als Grundlage lässt sich der Handel beziehungsweise Tausch der Individuen (A,B) gut modellieren (Grafik 2).
Getauscht wird auf freiwilliger Basis, das heißt niemand tauscht, wenn ihn ein neues Güterbündel nicht mindestens ebenso gut stellen würde, wie die in seinem Besitz befindliche Ausstattung. Jedes Individuum hat bestimmte Präferenzen in Form der Indifferenzkurven. Je weiter die Indifferenzkurve von dem jeweiligen Ursprung entfernt ist, desto höher ist das Nutzenniveau Ui, das sie repräsentiert. Zu einem Tausch mit beidseitigem Einverständnis kommt es nur, wenn dieser Tausch eine Pareto-Verbesserung darstellt. Eine Pareto-Verbesserung stellt keines der Individuen schlechter und mindestens eines besser. An einem Punkt, an dem kein Pareto-verbessernder Tausch mehr möglich ist und folglich kein freiwilliger Tausch mehr stattfindet, befindet sich eine Pareto-effiziente Allokation. Aus der Tangentialbedingung folgt, dass es innerhalb der Edgeworth-Box viele Pareto-effiziente Allokationen gibt. Aus dieser Menge der Pareto-effizienten Punkte entsteht die Kontraktkurve.
Beim Tausch zweier Individuen sind alle Punkte der Kontraktkurve mögliche Endallokationen. Somit ist die sich letztlich einstellende Endallokation unbestimmt und hängt in erster Linie von dem jeweiligen Verhandlungsgeschick und der Verhandlungsmacht beider Individuen ab.

Grafik 3:
2 Arten der Kontraktkurve

Anmerkung: In der ursprünglichen Notation von Edgeworth, stehen die {\displaystyle (x_{1}^{A},x_{1}^{B})} und {\displaystyle (x_{2}^{A},x_{2}^{B})} für die getauschten und nicht die konsumierten Mengen. Aus diesem Grund befindet sich die Kontraktkurve lediglich innerhalb des von den Indifferenzkurven eingeschlossenen Bereichs (Grafik 3).

### Verhandlungsmacht
Die Verhandlungsmacht beschreibt die relative Stärke der Verhandlungsposition zwischen Personen oder Organisationen während eines Interessenausgleichs. Das Maß der Verhandlungsmacht ist von der jeweiligen Anfangsausstattung der Individuen und der Anzahl konkurrierender Marktteilnehmer abhängig. Je höher die Anfangsausstattung und je niedriger die Anzahl konkurrierender Marktteilnehmer ist, desto höher ist das Niveau der Verhandlungsmacht. Sobald einer der Verhandlungspartner die Monopolmacht erlangt hat, kann er jeden Punkt auf der Kontraktkurve als Tauschallokation wählen. In unserem Fall könnte B1 somit den Punkt {\displaystyle C} wählen.

### Tausch zwischen mehr als zwei Individuen
Hier erhöht sich die Anzahl der Marktteilnehmer symmetrisch, es werden die Individuen A2 und B2 hinzugefügt. Die Präferenzen des Individuums A2 sind identisch zu denen des Individuums A1, das Gleiche gilt für die Individuen B1 und B2. Der gewichtete Durchschnitt zweier separater Bündel der jeweiligen Paare (A1,A2),(B1,B2) würde jedes Individuum auf ein höheres Nutzenniveau heben. Dies gilt nach Edgeworths utilitaristischem Verteilungsansatz, weil die Aufteilung zu gleichen Teilen unter Individuen mit identischen Präferenzen zu maximalem Nutzen derer führt.

Grafik 4: Erhöhung des Nutzenniveaus
U_{i}: Indifferenzkurven (Nutzenniveaus)
Kontraktkurve
Preisvektor
U_{A}': Neues Nutzenniveau

Bei nur zwei Individuen wäre es für B1 möglich gewesen, durch Ausnutzung seiner potenziell hohen Verhandlungsmacht, A1 vom Tausch an Punkt {\displaystyle C} zu überzeugen. Somit hätte B1 den gesamten aus dem Tausch resultierenden Nutzen erhalten können. A1 hingegen wäre auf seinem ursprünglichen Nutzenniveau geblieben. Beim Tausch zwischen mehr als zwei Individuumspaaren befinden sich anfangs die vier Individuen A1,2 und B1,2 im Markt. Angenommen B1 würde versuchen, B2 auszuschließen und weiterhin mit A1 am Punkt {\displaystyle C} zu handeln, könnten sich aufgrund konvexer Indifferenzkurven beide Ai durch das Aufteilen ihrer Ausstattungen besser stellen. Die ertauschte Ausstattung von A1 plus der Anfangsausstattung von A2 erhöht das Nutzenniveau beider. Somit erhöht sich das Nutzenniveau beider Ai durch das einfache Hinzufügen von A2 auf Punkt {\displaystyle P} (Grafik 4), selbst wenn A1 zu schlechtestmöglichen Bedingungen an Punkt {\displaystyle C} tauscht.

#### Mathematische Formulierung
{\displaystyle A_{1,2}} haben jeweils {\displaystyle x^{A}=(x_{1}^{A},x_{2}^{A})}
{\displaystyle A_{1,2}} haben jeweils {\displaystyle x^{B}=(x_{1}^{B},x_{2}^{B})}
{\displaystyle (x_{1},x_{2})} seien die getauschten Mengen an Punkt C.
Aus dem Tausch an Punkt C resultiert:
{\displaystyle A_{i}} am Punkt P mit jeweils {\displaystyle (x_{1}^{A}-{\frac {x_{1}}{2}},{\frac {x_{2}}{2}})}
{\displaystyle B_{1}} am Punkt C mit {\displaystyle (x_{1},x_{2}^{B}-x_{2})}
{\displaystyle B_{2}} verbleiben die Mengen {\displaystyle (0,x_{2}^{B})}

Grafik 5: reduzierte Kontraktkurve (C* bis C'*) durch symmetrische Erhöhung der Marktteilnehmer

B2 kann diesen Handel nicht unterbinden, hat aber Anreize, Ai ein vorteilhafteres Angebot zu unterbreiten. Eines der Ai könnte auf dieses Angebot eingehen, was wiederum B1 zwingen würde, sein Angebot zu überdenken. Durch diesen internen Wettbewerb ist es nicht mehr möglich, die Ai vom Tausch am Punkt {\displaystyle C} zu überzeugen. Der neue schlechtmöglichste Tauch für Ai liegt auf der Kontraktkurve an einem Punkt, der beiden Ai mindestens ein ebenso hohes Nutzenniveau bietet wie der Punkt {\displaystyle P}. Die Bi haben also durch den gestiegenen Wettbewerb einen Teil ihrer ursprünglichen Verhandlungsmacht verloren. Der beste Tauschpunkt auf der Kontraktkurve, den die Bi noch erreichen können, ist der Punkt {\displaystyle C^{*}}. Durch die Aufteilung zu gleichen Teilen auf A1 und A2, kann kein anderer Punkt zwischen {\displaystyle P} und {\displaystyle C^{*}} erreicht werden. Das impliziert {\displaystyle C^{*}} als das neue Limit(Begrenzung) der Kontraktkurve. Umgekehrt lässt sich der gleiche Ansatz von der anderen Seite mit Ai als Inhaber der Verhandlungsmacht auf den Punkt {\displaystyle C'} anwenden. Die Kontraktkurve und somit die Menge der möglichen Tauschresultate hat sich auf den Kurvenabschnitt von {\displaystyle C'^{*}} bis {\displaystyle C^{*}} reduziert (Grafik 5).

### Tausch im vollkommenen Wettbewerb

Grafik 6: Symmetrische Erhöhung der Anzahl der Individuen ermöglicht das Erreichen höherer Nutzenniveaus

Eine analoge Analyse lässt sich mit jedem weiteren zusätzlichen Paar (A,B) durchführen. Bei Betrachtung der Situation mit jeweils drei Paaren (Ai,Bi) tauscht wiederum (A1,A2) mit (B1,B2) am Punkt {\displaystyle C^{*}}. Wenn nun die ertauschte Ausstattung von (A1,A2) plus die Anfangsausstattung von A3 zu gleichen Teilen zwischen den Ai geteilt wird, verschiebt sich der Punkt {\displaystyle P} auf {\displaystyle P_{2}}, also eine höhere Indifferenzkurve (Grafik 6). Damit erreichen alle Ai einen höheren Nutzen.
Mit jedem weiteren zusätzlichen Paar (A,B) nähert sich der Punkt {\displaystyle P} durch die gleiche Aufteilung zwischen den Ai der Kontraktkurve. Daraus resultierend erhöht sich das Nutzenniveau der Ai.

#### Mathematische Formulierung
Mit {\displaystyle A_{i},B_{i};i=1,\dots ,N} beträgt das „erreichbare“ Streckenverhältnis von {\displaystyle {\overline {EP_{i}}}} zu {\displaystyle {\overline {EC_{i-1}^{*}}}} gegeben {\displaystyle C_{0}^{*}=C^{'}}:
{\displaystyle {\frac {\overline {EP_{i}}}{\overline {EC_{i-1}^{*}}}}={\frac {(N-1)}{N}}}
{\displaystyle \lim _{n\to \infty }{\frac {(N-1)}{N}}\to 1}
Bei ausreichend großem {\displaystyle N} sind Punkt {\displaystyle C^{*}} und Punkt {\displaystyle P_{i}} deckungsgleich. Diese Deckungsgleichheit wird am Punkt {\displaystyle G} erreicht (Grafik 7).

Grafik 7:
Gleichgewicht im vollkommenen Wettbewerb,
Preisvektor = Preisvektor des vollkommenen Marktes mit Individuen als Preisnehmer

Wie der Grenzwertsatz zeigt tendiert das Streckenverhältnis vom Ursprung zu {\displaystyle P_{i}} und dem Streckenverhältnis vom Ursprung zu {\displaystyle C_{i-1}^{*}} mit {\displaystyle C=C_{0}} gegen 1. Bei ausreichend großem {\displaystyle N} decken sich die Punkte {\displaystyle P} und {\displaystyle C^{*}} am Punkt {\displaystyle G} (Grafik 7). Per Definition gibt es entsprechende Indifferenzkurven UA,UB, die sich an diesem Punkt tangieren. Im vollkommenen Wettbewerb mit einer ausreichend hohen Anzahl an Marktteilnehmern reduziert sich die Kontraktkurve, bis die genaue Allokation bestimmt ist. Diese Allokation ist vergleichbar mit dem Gleichgewicht im vollkommenen Markt unter der Annahme, dass alle Marktteilnehmer Preisnehmer sind. Allerdings sind Absprachen unter den Akteuren erlaubt. Die aus dem Ursprung durch den Punkt {\displaystyle G} verlaufende Gerade entspricht somit dem Preisvektor aus dem oben genannten Marktgleichgewicht, der das Preisverhältnis von x1 und x2 darstellt.

## Implikation
Im Wesentlichen gibt es zwei relevante Implikationen. Die Erste ist, dass das Endergebnis beim Tausch innerhalb kleiner Gruppen unbestimmt ist und hauptsächlich von dem abhängt, was Edgeworth als „nicht-ökonomische“ Faktoren bezeichnet. Ein Beispiel dafür, ist die oben angeführte Verhandlungsmacht. Die zweite Implikation rechtfertigt die Annahme der Marktteilnehmer als Preisnehmer aufgrund der Gleichheit des determinierten Ergebnisses in ausreichend großen Gruppen und des Marktgleichgewichts. Dies hat auch unter der erlaubten Koalitionsbildung Bestand.

## Kritik
Kritisch zu betrachten ist Edgeworths Behauptung, dass sein Theorem auch für allgemeine Fälle, bei ungleicher Anzahl Marktteilnehmer sowie verschiedener Präferenzen der Individuen gilt. Formale Ansätze dies zu beweisen finden sich in Werken von Debreu und Scarf (1963) sowie bei Robert Aumann (1964). Allerdings wird deutlich, dass die Ergebnisse nur unter strengeren Annahmen zu erreichen sind. So baut zum Beispiel Aumanns Beweis auf der Existenz unendlich vieler Akteure im Markt auf. Auch gab es eine Debatte zwischen Edgeworth und Marshall, in der es um eine von Marshall entwickelte Methode ging, der Unbestimmtheit der Endallokation beim Tausch zweier Individuen zu entkommen. Die Gleichgewichtsallokation befindet sich hierbei an dem Punkt, an dem die marginalen Nutzen der getauschten Güter übereinstimmen. Also den Punkt, an dem keiner der Akteure seinen Nutzen durch das Tauschen eines Gutes weiter steigern kann. Allerdings werden konstante, marginale Nutzen der Individuen vorausgesetzt, um ein eindeutiges Gleichgewicht zu erreichen. Außerdem stehen der angenommene kostenlose Informationsaustausch sowie die vernachlässigten Transaktionskosten zur Kritik, da sie wie andere Annahmen, beispielsweise des vollkommenen Marktes, als realitätsfern erachtet werden.